# Henutwati
Henutwati (ḥnw.t-wˁ.tỉ) vagy Tahenutwati (t3-ḥnw.t-wˁ.tỉ; „az egyetlen úrnő”) ókori egyiptomi királyné volt a XX. dinasztia idején; valószínűleg V. Ramszesz felesége. Az V. Ramszesz korabeli, hieratikus írású Wilbour-papirusz említi kétszer „a nagy királyi hitves, Tahenutwati” birtokát; létezése, ahogy egy szintén csak itt említett másik királynéé, Tawerettenróé, máshonnan nem ismert. Lehetséges, hogy nem V. Ramszesz, hanem egy korábbi uralkodó felesége volt.